# Mars 1856

## Événements
- Un Bureau de traduction (Bansho shirabe sho) est créé au Japon (ouvert en février 1857)[1].

- 4 mars, France : suicide du conseiller d'État Bonaparte, cousin de Napoléon III.

- 16 mars, France : naissance du prince impérial Eugène, fils de Napoléon III.

- 18 mars : les généraux Bosquet et Canrobert sont promus maréchaux de France.

- 24 mars : Traité de paix de Thapathali entre le Tibet et le Népal.

- 30 mars : traité de Paris (fin de la guerre de Crimée) entre la Russie et l’empire Ottoman imposé par les puissances occidentales. La France apparaît comme le principal bénéficiaire.
  - Il marque la fin de la guerre de Crimée, brise l'isolement de la France, place l'Empire ottoman sous la garantie des puissances européennes, et neutralise la mer Noire et les Détroits.
  - Interdiction aux Russes de conserver une flotte en mer Noire et des bases sur ses côtes.
  - La Moldavie et la Valachie sont replacées sous la suzeraineté ottomane (les Autrichiens les évacuent dans l’année).
  - Le sud de la Bessarabie est cédé à la Moldavie par les Russes.
  - La navigation sur le Danube est internationalisée et contrôlée par une « Commission européenne du Danube » siégeant à Galatz.
  - Charles XV de Suède obtient la démilitarisation des îles Åland par la Russie.

## Naissances
- 14 mars :
  - George-Daniel de Monfreid, peintre français († 26 novembre 1929).
  - Auguste Pinloche, germaniste français († 5 juillet 1938).
- 16 mars : Eugène-Louis Bonaparte, prince impérial héritier des Bonaparte († 1er juin 1879).
- 25 mars : Martin Powell, joueur de baseball américain († 5 février 1888).